# Gară pentru doi
Gară pentru doi (titlul original: în rusă Вокзал для двоих, transliterat: Vokzal dlia dvoih)  este un film de comedie romantică sovietic, realizat în 1983 de regizorul Eldar Reazanov, protagoniști fiind actorii Liudmila Gurcenko și Oleg Basilașvili. 
A fost prezentat la Festivalul de la Cannes din 1983.

## Distribuție
- Liudmila Gurcenko – Vera Nikolaevna Nefiodova, chelneriță
- Oleg Basilașvili – Platon Sergheievici Riabinin, pianist
- Nikita Mihalkov – Andrei, dirijor
- Nonna Mordiukova – "Unchiul Mișa", speculantă
- Mihail Kononov –  Nikolașa, milițian
- Anastasia Voznesenskaia – Iulia, de serviciu la hotelul Inturist
- Aleksandr Șirvindt – Shurik,  pianist
- Tatiana Doghileva – Marina, de serviciu la hotelul Inturist
- Olga Volkova – Violeta, chelneriță
- Raisa Etuș – Liuda, chelneriță
- Viktor Bortsov – clientul beat din restaurant
- Anatoli Skoriakin – comandantul
- Stanislav Sadalski – omul beat, cu carburatorul
- Alla Budnițkaia – Masha, soția lui Platon
- Eldar Reazanov – șeful stației

## Lansare
A fost lansat în anul 1983 și a avut parte de mare succes comercial, fiind vizionat de 35,8 milioane de spectatori în cinematografele din Uniunea Sovietică.